# Керс (приток Тельбеса)
Керс — река в России, протекает по Таштагольскому району Кемеровской области. Длина реки составляет 11 км.
Устье реки находится на высоте 313 м над уровнем моря в 31 км по правому берегу реки Тельбес.

## Данные водного реестра
По данным государственного водного реестра России относится к Верхнеобскому бассейновому округу, водохозяйственный участок реки — Кондома, речной подбассейн реки — Томь. Речной бассейн реки — (Верхняя) Обь до впадения Иртыша.
Код водного объекта в государственном водном реестре — 13010300112115200009851.